# Phacellus plurimaculatus
Phacellus plurimaculatus là một loài bọ cánh cứng trong họ Cerambycidae.